# Shōta Kobayashi
Shōta Kobayashi (小林 将太 Kobayashi Shōta?, nacido el 11 de mayo de 1991 en Minamiashigara, Kanagawa) es un exfutbolista japonés que se desempeñaba como centrocampista.

## Trayectoria

### Clubes
| Club                    | País  | Año         |
| ----------------------- | ----- | ----------- |
| Shonan Bellmare         | Japón | 2009 - 2015 |
| Thespa Kusatsu (cedido) | Japón | 2011        |
| Nagoya Grampus          | Japón | 2016 - 2017 |
| Vegalta Sendai (cedido) | Japón | 2017        |
| Vegalta Sendai          | Japón | 2018        |
| Shonan Bellmare         | Japón | 2019 - 2022 |
| Fukushima United        | Japón | 2023        |

## Estadística de carrera

### J. League
| Club            | Año   | J. League | J. League | Copa J. League | Copa J. League | Total | Total |
| Club            | Año   | Part.     | Goles     | Part.          | Goles          | Part. | Goles |
| --------------- | ----- | --------- | --------- | -------------- | -------------- | ----- | ----- |
| Shonan Bellmare | 2009  | 0         | 0         | -              | -              | 0     | 0     |
| Shonan Bellmare | 2010  | 7         | 0         | 3              | 0              | 10    | 0     |
| Thespa Kusatsu  | 2011  | 35        | 1         | -              | -              | 35    | 1     |
| Shonan Bellmare | 2012  | 38        | 3         | -              | -              | 38    | 3     |
| Shonan Bellmare | 2013  | 30        | 0         | 2              | 1              | 32    | 1     |
| Shonan Bellmare | 2014  | 2         | 0         | -              | -              | 2     | 0     |
| Shonan Bellmare | 2015  | 26        | 3         | 5              | 1              | 31    | 4     |
| Nagoya Grampus  | 2016  | 28        | 1         | 5              | 0              | 33    | 1     |
| Nagoya Grampus  | 2017  | 1         | 0         | -              | -              | 1     | 0     |
| Vegalta Sendai  | 2017  | 16        | 0         | 3              | 0              | 19    | 0     |
| Total           | Total | 183       | 8         | 18             | 2              | 201   | 10    |